# Chin (Volk)
Die Chin sind eine tibeto-birmanisch-sprachige Volksgruppe in Südasien. Sie leben hauptsächlich im westlichen Myanmar, in der Verwaltungseinheit Chin-Staat. Sie sind ebenfalls in den angrenzenden indischen Bundesstaaten Nagaland, Mizoram, Manipur und Assam anzutreffen, wo sie als Kuki bezeichnet werden. Insgesamt gibt es ca. 1,5 Millionen Chin/Kuki, zu denen 37 verschiedene Gruppen gezählt werden. Das Volk bezeichnet sich selbst auch als Zomi, Yo (im Norden), Lai (zentral) oder Shö (im Süden).

## Ethnologie

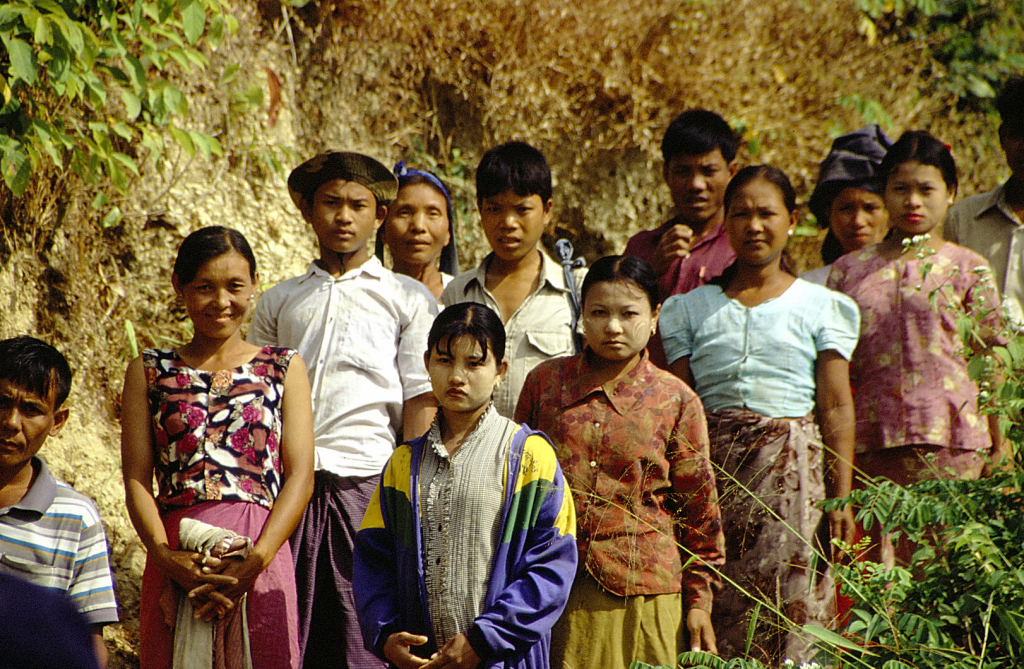
Angehörige der Chin

Die als Chin bzw. Kuki bezeichnete Ethnie ist extrem divers und gliedert sich in zahlreiche Clans, die im Wesentlichen durch ihre Dialekte unterschieden werden. Die Bezeichnung Kuki kommt aus dem Bengalischen, Chin ist etymologisch chinesischen Ursprungs, wohl von jēn (人 „Mann“).
Als die sogenannten New Kuki werden u. a. die Stämme der Thādos, Jangshēns und deren Nachfahren bezeichnet. Diese vertrieben die Old Kuki (Rāngkhōls, Bētēs, Hallām usw.) im 19. Jahrhundert aus den Lushai Hills in die Region Cachar. Im 20. Jahrhundert bildete sich eine kulturelle Dominanz der Lushai-Clans heraus.
Traditionell leben die Chin selbstversorgerisch im (Bambus-)Wald in Weilern, die oft nur 4–5 Bambushütten groß sind. Ihr beliebtestes traditionelles Musikinstrument ist die Mundorgel rasem (auch gosem). Des Weiteren spielen sie die Bambusflöte theile, die Naturtrompete pengkul, einen großen (daphi) und einen kleinen Gong (dah cha), die kleine Trommel khuongcha und Zimbeln.

### Sprache
Die Sprache und ihre zahlreichen Dialekte sind tibeto-birmanisch mit enger Verbindung zur Gruppe der Kachin-Sprachen. Es besteht auch eine Verwandtschaft zur Sprache der Naga.

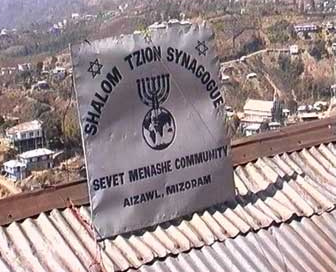
Bnei-Menashe-Synagoge in Mizoram

Die Kuki-Chin-Sprachen sind geteilt in:
1. Meitei, hat seit längerem eine unabhängige Entwicklung durchgemacht
2. das eigentliche Kuki/Chin, mit vier Gruppen
  1. nördlich: Thādo, Soktē, Siyin, Rāltē, Paitē
  2. zentral: Tashōn, Lai, Lakher, Lushai, Banjōgi
  3. Old Kuki: Rāngkhōl, Bētē, Hallām, Langrom, Mhār (weitere kleinere). An sich nur Dialekte.
  4. südlich (dem Birmanischen näher stehend): Chinmē, Welaung, Chinbōk, Yindu, Chnbō, Khami und der größte Stamm: Khyang (oder Shö). Im kolonialen Birma die Anu, Kun, Pallaing und Sak.

### Religion
Heute sind 80–90 % des Volkes Christen, da seit 1899 amerikanische Baptisten-Missionare in der Region missionierten. Jeweils eine Minderheit gehört zum Theravada-Buddhismus, bekennt sich zur Bnei-Menashe-Richtung des Judentums oder hält an der traditionellen Stammesreligionen fest.

## Geschichte und Politik
Über die Frühgeschichte des Volkes ist mangels schriftlicher Überlieferung nichts bekannt. Die Chin/Kuki kamen wahrscheinlich zwischen dem 9. und 10. Jahrhundert in das Chindwin-Tal. Der älteste bekannte Name einer Siedlung ist Chin Nwe (= Ciimnuai). Viele von ihnen nomadisierten lange Zeit und zogen weiter westwärts, bis sie sich im heutigen Chin-Staat zwischen 1300 und 1400 ansiedelten.
Nach der Kolonialisierung Oberbirmas kam es 1888 zur ersten britischen Expedition in die Region. Im Februar 1890 wurde in Haka der erste Verwaltungssitz eingerichtet, der 1892 nach Falam verlegt wurde. Im Oktober kam es zu einem letzten Aufstand der Soktē und Siyin, die wie alle südlichen Stämme nach ihrer Niederlage 1893/94 entwaffnet wurden. 1893–96 wurden weitere 7000 Gewehre im Norden sichergestellt. Die Siedlungsgebiete kamen ab 1895 unter direkte britische Kolonialverwaltung, die im Folgejahr den Chin Hills Regulation Acts 1896 erließen.
Die Chin National Union (CNU), die von den Kolonialherren ein unabhängiges Chinland forderten wurde 1933 gegründet. Die Führer waren U Wanthu Maung und Thakhin Aung Min. Als 1938 Birma als eigenständige Einheit vom britischen Kolonialreich abgeteilt wurde, verlief die Trennlinie durch die Siedlungsgebiete des Volkes.

### Birma
Repräsentanten der Birma zugeschlagenen Teile nahmen 1947 mit anderen Minderheitenvertretern an der Panglong-Konferenz teil, wo sie am 12. Feb. 1947 das Panglong-Abkommen, das Minderheitenschutz innerhalb der zu schaffenden birmanischen Union sichern sollte, mit unterzeichneten. Ebenso wurde an der Ausarbeitung der Verfassung mitgearbeitet. Am 20. Feb. 1948 demonstrierten in Falam 5000 Chin für Demokratie, weshalb dieses Datum als Chin-Nationalfeiertag begangen wird. Verschiedene Gruppen vereinigten sich 1957 zur Chin National Organization (CNO).
Nach dem Staatsstreich (1962) des General Ne Win, kam es zu ersten Verhaftungen von anti-kommunistischen Politikern, wie Thual Zen, die eine föderale Landesstruktur forderten. Die Chin National Organization (CNO) nahm 1963 den bewaffneten Befreiungskampf gegen die Militärherrschaft auf. In den „befreiten Gebieten“ wurde 1971 die Chin Democracy Party (CDP) ins Leben gerufen.

### Chin National Front

Fahne der Chin National Front

Fahne der Chin National Army

1976 kam es, unter Major Sa Lian Zam zur Gründung der Chin Liberation Army (CLA, heute Chin National Army). Die 1988 gegründete Chin National Front (CNF) wollte, als Mitglied der National Democratic Front (NDF), die Abschaffung der Einparteienherrschaft und Errichtung eines föderativen, demokratischen Staates erreichen. Die neue birmanische Militärregierung SPDC besetzte den Chin-Staat 1988, woraufhin tausende Stammesangehörige ins Ausland flohen. Auf dem 1998 in Ottawa abgehaltenen First Chin Seminar wurde die Gründung des Chin Forum beschlossen.
Die CNF/CNA, kontrolliert kein Gebiet an sich, hat aber Einfluss innerhalb der Bevölkerung. Von 1988 bis 1992 wurde sie vom indischen Auslandsgeheimdienst Research and Analysis Wing bewaffnet und finanziert. Im südlichen Mizoram wurde Camp Victoria eingerichtet, das als eine Basis dient. 1992–95 kooperierten Indien und Myanmar in der Bekämpfung von separatistischen Gruppen im schwergängigen Grenzgebiet.
Die Zahl der Kader wurde 2005 auf 800–1000 geschätzt, wovon 500 eigentliche Kämpfer angesehen werden. Aus dem Chin-Staat werden geringe Kampfhandlungen gemeldet. Die genaue Führungsstruktur der Organisation ist nicht bekannt, seit 1997 fungiert Thomas Thangnou als Vorsitzender. Man finanziert sich aus einer geringen Kopfsteuer für Stammesmitglieder, außerdem wird behauptet die Gruppe verdiene an Waffen- und Drogenhandel. Die CNF ist seit 2001 Mitglied der UNPO. Zehnjährige Verhandlungsbemühungen des Peace and Tranquillity Committee führten dazu, dass 2007 Waffenstillstandsverhandlungen mit der Regierung begonnen wurden.

### Nordostindien

Flagge der Zomi Re-unification Organisation

In Indien leben die kulturell dominierenden Lushai im Gebiet zwischen dem Karnafuli und dessen größtem Nebenfluss, dem Tuilampai, als westliche Grenze. Im Osten wird ihr Gebiet von Tiau und Kolodyne begrenzt, den südlichen Abschluss bildet eine gedachte Ost-West-Linie von der Mündung des Kolodyne und des Mat. Einzelne Dörfer finden sich jedoch auch weit außerhalb (bis in die Chittagong Hill Tracts verteilt). Im Distrikt North Cachar Hills leben hauptsächlich die Bētē- und Khelma-Kuki. Die Kahrias und die Darlungs sind die am spätesten von der „Zivilisation“ erfassten Gruppen.
Auch unter den Kuki gibt es Autonomieforderungen, denen durch die Kuki National Front (KNF; gegr. 1987, wohl mit Förderung der indischen Regierung) Ausdruck verliehen wird. Sie fordert ein eigenes Kukiland im Staate Manipur. Ihr bewaffneter Arm hieß Kuki National Army (KNA) und war 2003/4 noch aktiv im Distrikt Karbi Anglong. Sie arbeiteten zusammen mit der CNF, die auf birmanischer Seite der Grenze dieselbe Forderung stellte. Besonders der NSCN sah in ihnen eine Bedrohung ihrer eigenen Ansprüche auf „Groß-Nagaland“ und bekämpfte sie.